# West Midlands (Regional) League
West Midlands (Regional) League är en engelsk fotbollsliga. Den har tre divisioner och toppdivisionen Premier Division ligger på nivå 10 i det engelska ligasystemet. Den är en matarliga till Midland Football League.
Innan 2006 var ligan definierad som en liga på nivå 11, fast den matade till nivå 9. 2006 uppgraderades ligan till nivå 10.

## Historia
Ligan grundades 1889 under namnet Birmingham and District League av 12 fotbollsklubbar. Första säsongen slutade Kidderminster Olympic etta men titeln förklarades ogiltig då ett flertal matcher inte hade spelats, detta upprepades även de två följande säsongerna då med Brierley Hill Alliance som etta vid säsongernas slut. Innan första världskriget spelade lag från Bristol, Wrexham och Crewe i ligan trots dess namn. Under den här perioden vann reservlag till lokala Football Leaguelag ligatiteln nästan varje år. 
Efter  första världskriget lämnade de flesta reservlagen ligan (några 'A' lag från Football Leagues klubbar och reservlagen till några klubbar från Southern Football League stannade kvar ända till 1960). 1954 absorberade den Birmingham Combination och utökade antalet divisioner. 1960 när de sista reservlagen lämnade ligan samlades de kvarvarande klubbarna i en enda division bestående av 24 lag.
1962 ändrade ligan namn till West Midlands Regional League för att bättre spegla det allt större upptagningsområdet. Majoriteten av klubbarna kommer numera från the Black Country och Staffordshire och inte från Birmingham. Snart expanderade den och bildade en Premier Division, Division One och Division Two, ett format som den behållit för det mesta trots avhoppet av 10 klubbar när Midland Football Alliance bildades 1994. 
För närvarande har ligan tre divisioner och över 50 medlemsklubbar. Varje division har en egen ligacup.

## Mästare

### Birmingham & District League
| År        | Mästare                          |
| --------- | -------------------------------- |
| 1889-90   | Ingen mästare utsedd             |
| 1890-91   | Ingen mästare utsedd             |
| 1891-92   | Ingen mästare utsedd             |
| 1892-93   | Wolverhampton Wanderers Reserves |
| 1893-94   | Old Hill Wanderers               |
| 1894-95   | Aston Villa Reserves             |
| 1895-96   | Aston Villa Reserves             |
| 1896-97   | Hereford Thistle                 |
| 1897-98   | Wolverhampton Wanderers Reserves |
| 1898-99   | Wolverhampton Wanderers Reserves |
| 1899-1900 | Aston Villa Reserves             |
| 1900-01   | Wolverhampton Wanderers Reserves |
| 1901-02   | West Bromwich Albion Reserves    |
| 1902-03   | Aston Villa Reserves             |
| 1903-04   | Aston Villa Reserves             |
| 1904-05   | Aston Villa Reserves             |
| 1905-06   | Aston Villa Reserves             |
| 1906-07   | Aston Villa Reserves             |
| 1907-08   | Aston Villa Reserves             |
| 1908-09   | Aston Villa Reserves             |
| 1909-10   | Aston Villa Reserves             |
| 1910-11   | Stoke                            |
| 1911-12   | Aston Villa Reserves             |
| 1912-13   | West Bromwich Albion Reserves    |
| 1913-14   | Worcester City                   |
| 1914-15   | Birmingham Reserves              |
| 1915-19   | Första världskriget              |
| 1919-20   | West Bromwich Albion Reserves    |
| 1920-21   | Wellington Town                  |
| 1921-22   | Willenhall                       |
| 1922-23   | Shrewsbury Town                  |
| 1923-24   | Stourbridge                      |
| 1924-25   | Worcester City                   |

| År      | Mästare                                                                                    |
| ------- | ------------------------------------------------------------------------------------------ |
| 1925-26 | Cradley Heath                                                                              |
| 1926-27 | Stafford Rangers                                                                           |
| 1927-28 | Burton Town                                                                                |
| 1928-29 | Worcester City                                                                             |
| 1929-30 | Worcester City                                                                             |
| 1930-31 | Cradley Heath                                                                              |
| 1931-32 | Cradley Heath                                                                              |
| 1932-33 | Wrexham Reserves                                                                           |
| 1933-34 | Wrexham Reserves                                                                           |
| 1934-35 | Wellington Town                                                                            |
| 1935-36 | Wellington Town                                                                            |
| 1936-37 | Bristol Rovers Reserves                                                                    |
| 1937-38 | Kidderminster Harriers                                                                     |
| 1938-39 | Kidderminster Harriers                                                                     |
| 1939-40 | Säsongen avbruten på grund av Andra Världskriget                                           |
| 1940-46 | Andra världskriget                                                                         |
| 1946-47 | Halesowen Town                                                                             |
| 1947-48 | Kettering Town                                                                             |
| 1948-49 | Worcester City Reserves                                                                    |
| 1949-50 | Hereford United Reserves                                                                   |
| 1950-51 | Brierley Hill Alliance                                                                     |
| 1951-52 | Brierley Hill Alliance                                                                     |
| 1952-53 | Oswestry Town                                                                              |
| 1953-54 | Wolverhampton Wanderers 'A'                                                                |
| 1954-55 | Nuneaton Borough (Northern Section champions) Redditch United (Southern Section champions) |
| 1955-56 | Nuneaton Borough                                                                           |
| 1956-57 | Walsall Reserves                                                                           |
| 1957-58 | Wolverhampton Wanderers 'A'                                                                |
| 1958-59 | Wolverhampton Wanderers 'A'                                                                |
| 1959-60 | Bromsgrove Rovers                                                                          |
| 1960-61 | Bilston                                                                                    |
| 1961-62 | Lockheed Leamington                                                                        |

### West Midlands (Regional) League

#### Premier Division
| År      | Mästare                |
| ------- | ---------------------- |
| 1962-63 | Lockheed Leamington    |
| 1963-64 | Tamworth               |
| 1964-65 | Kidderminster Harriers |
| 1965-66 | Tamworth               |
| 1966-67 | Boston United          |
| 1967-68 | Boston United          |
| 1968-69 | Kidderminster Harriers |
| 1969-70 | Kidderminster Harriers |
| 1970-71 | Kidderminster Harriers |
| 1971-72 | Tamworth               |
| 1972-73 | Bilston                |
| 1973-74 | Alvechurch             |
| 1974-75 | Alvechurch             |
| 1975-76 | Alvechurch             |
| 1976-77 | Alvechurch             |
| 1977-78 | Hednesford Town        |
| 1978-79 | Willenhall Town        |
| 1979-80 | Sutton Coldfield Town  |
| 1980-81 | Shifnal Town           |
| 1981-82 | Shifnal Town           |

| År        | Mästare           |
| --------- | ----------------- |
| 1982-83   | Halesowen Town    |
| 1983-84   | Halesowen Town    |
| 1984-85   | Halesowen Town    |
| 1985-86   | Halesowen Town    |
| 1986-87   | Atherstone United |
| 1987-88   | Tamworth          |
| 1988-89   | Blakenall         |
| 1989-90   | Hinckley Town     |
| 1990-91   | Gresley Rovers    |
| 1991-92   | Gresley Rovers    |
| 1992-93   | Oldbury United    |
| 1993-94   | Ilkeston Town     |
| 1994-95   | Pelsall Villa     |
| 1995-96   | Wednesfield       |
| 1996-97   | Wednesfield       |
| 1997-98   | Lye Town          |
| 1998-99   | Kington Town      |
| 1999-2000 | Stafford Town     |
| 2000-01   | Ludlow Town       |
| 2001-02   | Causeway United   |

| År      | Mästare                             |
| ------- | ----------------------------------- |
| 2002-03 | Westfields                          |
| 2003-04 | Malvern Town                        |
| 2004-05 | Tipton Town                         |
| 2005-06 | Market Drayton Town                 |
| 2006-07 | Shifnal Town                        |
| 2007-08 | Bridgnorth Town                     |
| 2008-09 | Wulfrunians                         |
| 2009-10 | Ellesmere Rangers                   |
| 2010-11 | Tividale                            |
| 2011-12 | Gornal Athletic                     |
| 2012-13 | Wulfrunians                         |
| 2013-14 | Lye Town                            |
| 2014-15 | Sporting Khalsa FC                  |
| 2015-16 | Shawbury United FC                  |
| 2016-17 | Haughmond FC                        |
| 2017-18 | Wolverhampton Sporting Community FC |
| 2018-19 | Tividale FC                         |